# Heian nidan
Heian nidan je druhá kata šótókan karate. V této katě se poprvé objevují kopy (mae-geri, joko-geri keage). Kata Heian nidan je nutná pro složení zkoušek na žlutý nebo oranžový pás (7. kyu).

## Použité techniky

### Postoje
- kókucu-dači (後屈立ち)
- zenkucu-dači (前屈立ち)

### Údery
- cuki (突き)
- sokumen-cuki (側面突き)
- tate-nukite (立て抜き手)

### Bloky/kryty
- nagaši-uke
- sokumen-učikomi (側面打ち込み)
- joko-mawaši-uči (横回し打ち nebo 横廻し打ち)
- šutó-uke (手刀受け)
- osa-uke
- uči-uke (内受け)
- morote-uči-uke (諸手内受け)
- gedan-barai (下段払い)
- age-uke (上受け nebo 扬受)

### Kopy
- joko-geri keage (横蹴り蹴上げ)
- mae-geri (前蹴り)

Počet technik: 26

Doba cvičení: cca 40 sekund